# Lleida (provins)
Lérida (catalansk: Lleida) er en provins i det nordøstlige Spanien, i den vestlige del af den autonome region Catalonien. Den grænser til provinserne Gerona, Barcelona, Tarragona, Zaragoza og Huesca og landene Frankrig og Andorra.
Af befolkningen på 426.872 (2008) mennesker,  bor 30% i hovedstaden, Lérida. Andre byer i Lérida-provinsen er La Seu d'Urgell (sæde for ærkebiskoppen som er co-prins af Andorra), Mollerussa, Cervera, Tárrega, Balaguer. Der er 231 kommuner i Lérida.
I denne provins ligger Val d'Aran, et specielt comarca med mere autonomi og som har aranesisk, en variant af gasconsk som officielt sprog.
Aigüestortes i Estany de Sant Maurici Nationalpark ligger i Lérida. I provinsen dyrkes meget frugt, blandt andet pærer og fersken.
Lleida er det lokale catalanske navn, og også det officielle spanske navn ifølge den spanske grundlov.
Området har en karakteristisk catalansk dialekt populært kendt som leridano, med lo, los brugt som hankønsform bestemt artikel i stedet for el, els. Den lokale dialekt, kendt som nordvestlig catalansk er del af den vestcatalanske blok, og således, deler nogle særtræk med valenciansk (som også tilhører samme gruppe).
- Seu Vella i Lérida
- Kloster i Seu Vella